# 바네사 지아코무
바네사 지아코무(Vanessa Giácomo, 1983년 3월 29일 ~ )는 브라질의 배우이다.